# تيد سانت جيرمين
تيد سانت جيرمين (بالإنجليزية: Ted St. Germaine)‏ هو محامي أمريكي، ولد في 2 فبراير 1885 في لاك دو فلامبو في الولايات المتحدة، وتوفي بنفس المكان في 4 أكتوبر 1947.

## وصلات خارجية
- تيد سانت جيرمين على موقع مرجع كرة القدم المحترفة.كوم (الإنجليزية)